# Obscuritatem advoco amplectère me
Obscuritatem advoco amplectère me (лат. «Мракобесие, защити меня») — дебютный студийный альбом шведского блэк-метал/дарк-эмбиент проекта Abruptum, выпущенный в марте 1993 года на лейбле Deathlike Silence Productions. Альбом состоит из двух песен, написанных Тони «Оно» Сярккя в 1992 году и записанные в студии Abruptum. В 1999 году Морган «Зло» Хаканссон переиздал альбом на Blooddawn Productions.

## Об альбоме
Первоначальная пресс-версия была «полностью покрыта чёрным цветом, без какой-либо информации и названия песен». Следующие издание уже на DSP демонстрируют логотип группы и название альбома на обложке, изображения музыкантов и информацию о том, как были сделаны записи, на обратной стороне обложки. При переиздании на Blooddawn Productions была вставлена новая обложка.

## Стиль
Евронимус из группы Mayhem, который выпустил два альбома группы на своём лейбле DSP (Obscuritatem advoco amplectère me и In umbra malitae ambulabo, in aeternum in triumpho tenebrarum), описал их как «звуковую сущность чистого чёрного зла», Оно посчитал это описание верным и настаивал на том, что Abruptum не является группой и не играет музыку.

## Список композиций
Вся музыка написана Тони «Оно» Сярккя.
| №                   | Название            | Длительность |
| ------------------- | ------------------- | ------------ |
| 1.                  | «Part I»            | 25:31        |
| 2.                  | «Part II»           | 25:28        |
| Общая длительность: | Общая длительность: | 50:59        |

## Участники записи
Abruptum
- Тони «Оно» Сярккя — крики, перформансы
- Морган «Зло» Хаканссон — гитара, звуки